# Университет Уошберна
Университет Уошберна (англ. Washburn University, WU) — общественный университет в Топике (штат Канзас, США). Он предлагает программы бакалавриата и магистратуры, а также профессиональные программы в области права и бизнеса. В университете Уошберна работают 550 преподавателей, которые обучают более 6100 студентов бакалавриата и около 800 аспирантов. Активы университета включают эндаумент в размере 158 миллионов долларов.

## История

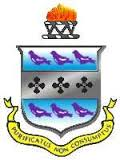
Герб колледжа Уошберна

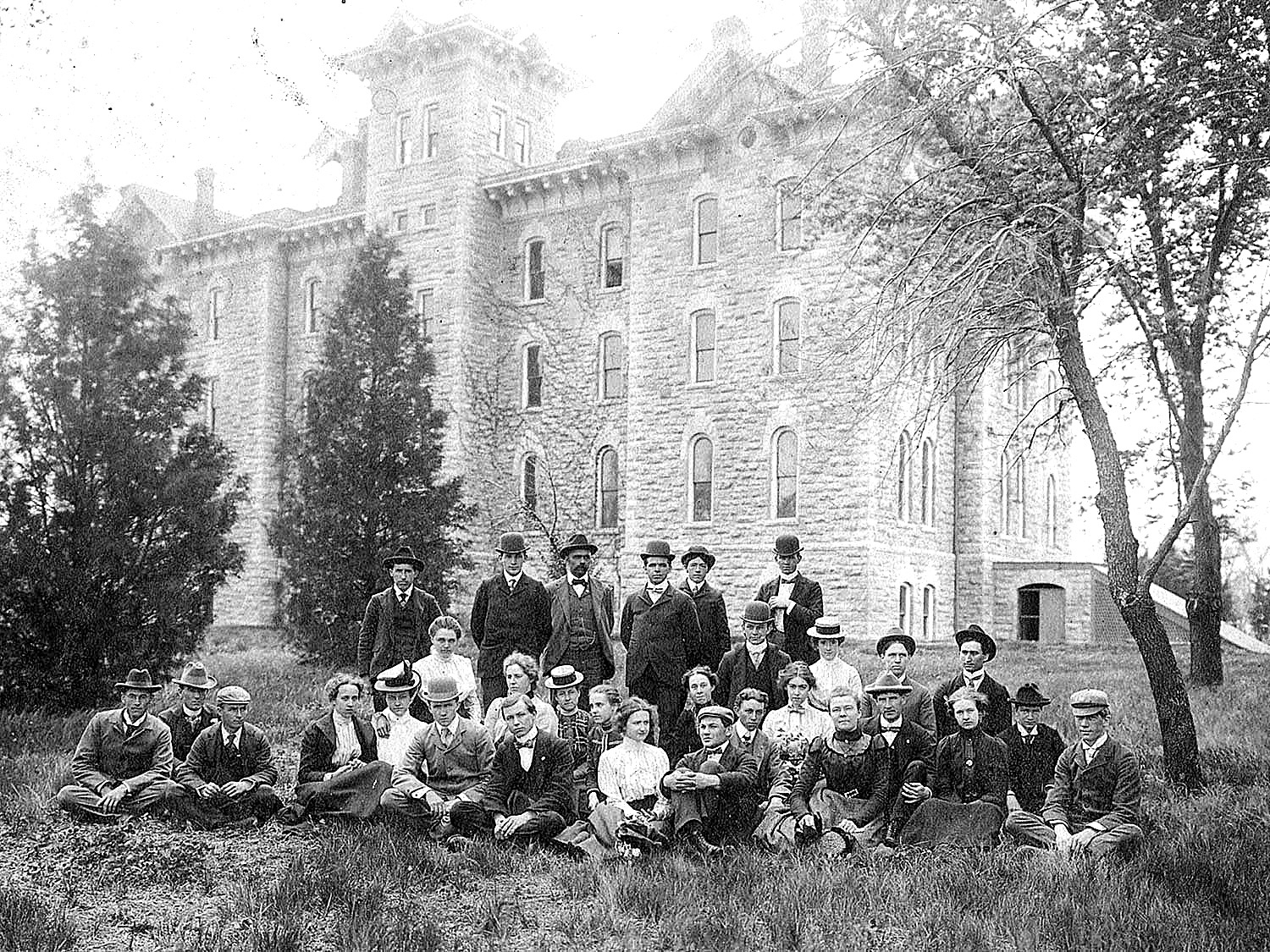
Класс 1900 года перед зданием Райс-Холла

Университет Уошберна был основан в 6 февраля 1865 года как «Колледж Линкольна» на основании хартии, выданной штатом Канзас и Генеральной ассоциацией конгрегационных священников и церквей Канзаса; земля, на которой располагался колледж, была пожертвована аболиционистом Джоном Ричи. В 1868 году учебное заведение было переименовано в «Колледж Уошберна», после того как Икабод Уошберн пообещал выделить школе 25 000 долларов. Уошберн был церковным дьяконом, аболиционистом и промышленником, жившим в Вустере (штат Массачусетс).
Канзасская медицинская школа стала печально известной 10 декабря 1895 года, когда общественность узнала, что некоторые тела, используемые для анатомических исследований, были украдены с местных кладбищ. Когда новость была напечатана (в конечном итоге по всей стране), губернатор, опасаясь беспорядков, вызвал войска штата для защиты колледжа Уошберна. Трое врачей, включая декана колледжа, а также один студент и один человек, не имевший отношения к колледжу, были арестованы. Обвинения с врачей были сняты, один приговор был отменён по апелляции, а один человек был осужден, но позже помилован. В 1913 году медицинский факультет колледжа Уошберна закрылся.
Колледж Уошберна использовал в качестве своей эмблемы вариант герба Уошборнов, заменив тинктуры герба на цвета школы. Однако после того, как колледж Уошберна стал университетом, он отказался от использования фамильного герба. Вместо него в качестве эмблемы университета теперь используется стилизованная буква «W». Талисман школы, «Икабод» (стилизованное изображение бегущего человека во фраке и цилиндре), по-прежнему используется. Талисман «Икабод» посвящён первому благотворителю университета, Икабоду Уошберну. Изображение талисмана появилось в 1938 году, когда выпускник (и впоследствии известный художник-график) Брэдбери Томпсон (выпускник 1934 года) создал фигуру, похожую на студента во фраке, которую университет использует сегодня. Спортивные команды университета называются «Икабоды» (англ. Ichabods), хотя женские команды не использовали это название до 2013—2014 учебного года.
Во время Второй мировой войны муниципальный университет Уошберна был одним из 131 колледжей и университетов страны, участвовавших в программе подготовки в военно-морские колледжи V-12.
8 июня 1966 года, всего через несколько дней после окончания занятий, большая часть кампуса университета была разрушена торнадо и полностью лишилась деревьев. За три месяца до торнадо попечительский совет университета перестраховал все здания кампуса на максимальную сумму. Через неделю после торнадо начались летние занятия в средней школе Топика-Вест. К осени 1966 года здание Стоффер-Холл было отремонтировано, в других местах стояли трейлеры. На восстановление кампуса ушли годы, и студенты занимались в трейлерах вплоть до начала 1970-х годов.
В 1999 году основное финансирование университета было перенесено с городского налога на недвижимость на окружной налог с продаж, при этом университет сохранил статус муниципального.

## Президент и Правление
Президентом университета Уошберна является Джерри Фарли, который занимает пост президента с 1997 года и применяет активный подход к улучшению академической и студенческой жизни. Университет Уошберна управляется Советом регентов, состоящим из девяти членов. Трое из них, которые должны быть жителями штата Канзас, назначаются губернатором. Три жителя города Топика, по одному от каждого избирательного округа штата, назначаются мэром. Один из них — мэр или член руководящего органа города, назначенный мэром. Комиссия округа Шони назначает одного члена, который должен быть жителем округа Шони, но не города Топика. Канзасский совет регентов ежегодно выбирает одного из своих членов для работы в Совете Уошберна. Члены совета (за исключением назначенца Регентского совета Канзаса) избираются на четырёхлетний срок в шахматном порядке.

### Президенты
Эти люди занимали должности президентов или временных президентов колледжа Уошберна (1869—1940), Муниципального университета Уошберна в Топике (1941—1952) и Университета Уошберна (1952 — настоящее время).
| Титул                       | ФИО                   | Годы         |
| --------------------------- | --------------------- | ------------ |
| Президент                   | Горацио К. Баттерфилд | 1869-1870    |
| Президент                   | Питер Маквикар        | 1871-1895    |
| Президент                   | Джордж М. Херрик      | 1896-1901    |
| Президент                   | Норман Пласс          | 1902-1908    |
| Президент                   | Фрэнк Найт Сандерс    | 1908-1914    |
| Президент                   | Парли П. Вомер        | 1915-1931    |
| Президент                   | Филип К. Кинг         | 1931-1941    |
| Временный президент         | Артур Г. Селлен       | 1941-1942    |
| Президент                   | Брайан С. Стоффер     | 1942-1961    |
| Президент                   | Гарольд И. Спонберг   | 1961-1965    |
| Президент                   | Джон В. Хендерсон     | 1965-1980    |
| Президент                   | Джон Л. Грин          | 1981-1988    |
| Президент                   | Джон Дагган           | 1988         |
| Временный президент         | Роберт Л. Бернс       | 1988-1990    |
| Президент                   | Хью Л. Томпсон        | 1990-1997    |
| Президент                   | Джерри Фарли          | 1997-present |
| 16 президентов; 2 временных |                       |              |

### Школа права
Сформированный в 1903 году, юридический факультет университета Уошберна был одним из первых в стране, где была организована юридическая практика, а студенты могли активно практиковаться в юридической профессии. Сегодня факультет находится в меньшинстве юридических школ, которые имеют штатных преподавателей для своей юридической клиники. У выпускников юридического факультета университета Уошберна зафиксирован один из самых высоких процентов сдачи экзамена на звание адвоката штата Канзас среди всех юридических школ штата Канзас. Юридическая библиотека университета Уошберна содержит более 380 000 томов и является одной из крупнейших в штате Канзас. Среди известных выпускников факультета — Боб Доул, Рой Уилфорд Ригл, Деннис Мур, Ким Филлипс, Билл Кёртис и Фред Фелпс.

## Здания
Все основные здания университета Уошберна посвящены кому-то или являются важной частью истории университета.
| Название здания                                                                       | Функция здания                                                                          |
| ------------------------------------------------------------------------------------- | --------------------------------------------------------------------------------------- |
| Центр живого обучения (англ. Living Leraning Center)                                  | Жильё и столовая                                                                        |
| Линкольн-Холл (англ. Lincoln Hall)                                                    | Жильё и столовая                                                                        |
| Мемориальный союз (англ. Memorial Union)                                              | Конференц-залы, столовая, книжный магазин «Икабод»                                      |
| Научный зал Стоффер (англ. Stoffer Science Hall)                                      | Факультеты биологии, химии, информационных наук и физики/астрономии                     |
| Библиотека Маби (англ. Mabee Library)                                                 | Библиотека, писательский центр                                                          |
| Морган-Холл (англ. Morgan Hall)                                                       | Факультеты математики, английского языка, коммуникации и современных языков             |
| Студенческий центр отдыха и оздоровления (англ. Student Recreation & Wellness Center) | Рекреационные мероприятия                                                               |
| Центр изобразительных искусств Гарви (англ. Garvey Fine Arts Center)                  | Факультеты музыки, театра, философии и религиоведения                                   |
| Центр здоровья абитуриентов Петро (англ. Petro Allied Health Center)                  | Факультет лёгкой атлетики                                                               |
| Центр выпускников Брэдбери Томпсона (англ. Bradbury Thompson Alumni Center)           | Ассоциация выпускников                                                                  |
| Компьютерный центр Беннетта (англ. Bennett Computer Center)                           | Отдел информационных технологий, компьютерные классы                                    |
| Карнеги-Холл (англ. Carnegie Hall)                                                    | Департамент образования, Центр ресурсов учебных программ, компьютерная лаборатория Deay |
| Здание искусств (англ. Art Building)                                                  | Факультет искусств (живопись, скульптура)                                               |
| Часовня Кароль (англ. Carole Chapel)                                                  | Открытая для публики, классная комната                                                  |
| Международный дом (англ. International House)                                         | Международные программы и программы обучения за рубежом                                 |
| Бентон-Холл (англ. Benton Hall)                                                       | Институт лидерства, Центр общественной работы и Школа прикладных исследований           |
| Центр учебных ресурсов Хендерсона (англ. Henderson Learning Resources Center)         | Школа бизнеса, факультеты истории, средств массовой информации и социологии             |
| Здание KTWU (англ. KTWU Building)                                                     | Телевизионная станция KTWU                                                              |
| Здание юридического факультета (англ. Law School Building)                            | Юридический факультет университета Уошберна                                             |
| Здание Фонда (англ. Foundation Building)                                              | Здание Фонда университета Уошберна                                                      |

## Спорт
Спортивные команды университета известны под названием «Икабодс» (англ. Ichabods). До сезона 2013—2014 гг. женские спортивные команды были известны как «Леди Блюз». 24 мая 2013 года президент Фарли объявил, что впервые в истории все спортивные команды будут называться «Ichabods». Университет Уошберна является членом Среднеамериканской межвузовской атлетической ассоциации и Национальной ассоциации студенческого спорта, Дивизион II. Нынешний спортивный директор — Лорен Ферре.

## Студенческие объединения
Студенческие объединения в университете Уошберна существуют с 1909 года. В настоящее время четыре организации Межбратского совета и три организации Панэллинского совета располагаются на территории университета или рядом с ним.
| Ордены Межбратского совета | Ордены Панэллинского совета | Ордены Национального панэллинского совета | Мультикультурные ордены                                                         |
| --- | --- | --- | ------------------------------------------------------------------------------- |
| - Альфа Дельта 1912—настоящее время - Альфа Каппа Лямбда 1965—1982 (неактивно) - Дельта Хи 2008—2014 (неактивно) - Каппа Сигма 1909—настоящее время - Фи Дельта Тета 1910—настоящее время - Сигма Фи Эпсилон 1951—настоящее время - Тау Каппа Эпсилон 1967—1978 (неактивно) | - Альфа Фи 1916—настоящее время - Дельта Гамма 1920—настоящее время - Каппа Альфа Тета 1914—2014 (неактивно) - Зета Тау Альфа 1922—настоящее время | - Альфа Каппа Альфа 1923, 2003 (заново учреждён)—настоящее время - Дельта Сигма Тета 1941—1999 (неативно) - Каппа Альфа Пси 1921, 2018 (заново учреждён)—настоящее время | - Гамма Фи Омега 2018—настоящее время - Сигма Лямбда Гамма 2018—настоящее время |

## Достопримечательности кампуса
- KTWU[англ.], некоммерческая общественная телевизионная станция, уполномоченная Федеральной комиссией по связи (Вашингтон, округ Колумбия), и имеющая лицензию университета Уошберна. KTWU, первая общественная телевизионная станция в Канзасе, начала телевещание 21 октября 1965 года;
- Художественный музей Малвейна открылся в 1924 году. Постоянная коллекция музея, хотя и является международной по своему масштабу, подчёркивает работы художников Канзаса и Среднего Запада;
- В обсерватории Крейн[англ.] находится рефракционный телескоп 1898 года Warner & Swasey.